# Сиси-одоси
Сиси-одоси (яп. ししおどし, 鹿威し) — буквально «отпугиватель оленей». В широком смысле — японские приспособления для отпугивания птиц и животных-вредителей, такие как «какаси» (пугало), «наруко» (трещотка) и «содзу» (см. ниже). В более узком смысле — собственно содзу.
Содзу (яп. そうず, 添水 Со:дзу) — устройство, используемое в японских садах. Обычно изготавливаемое из бамбука, содзу состоит из вертикальных стоек и прикреплённого к ним пустотелого коромысла, в которое через находящуюся сверху трубку или жёлоб поступает вода. При наполнении коромысла вес воды заставляет его опрокинуться, при этом вода выливается, а коромысло издаёт резкий звук, ударяясь о твёрдую поверхность снизу. Опорожнённое коромысло возвращается в исходное положение, снова наполняясь водой. Производимый звук должен спугнуть животных-вредителей, которые могут объедать садовые растения. Ритмичный стук среди тишины сада напоминает посетителям сада о течении времени.

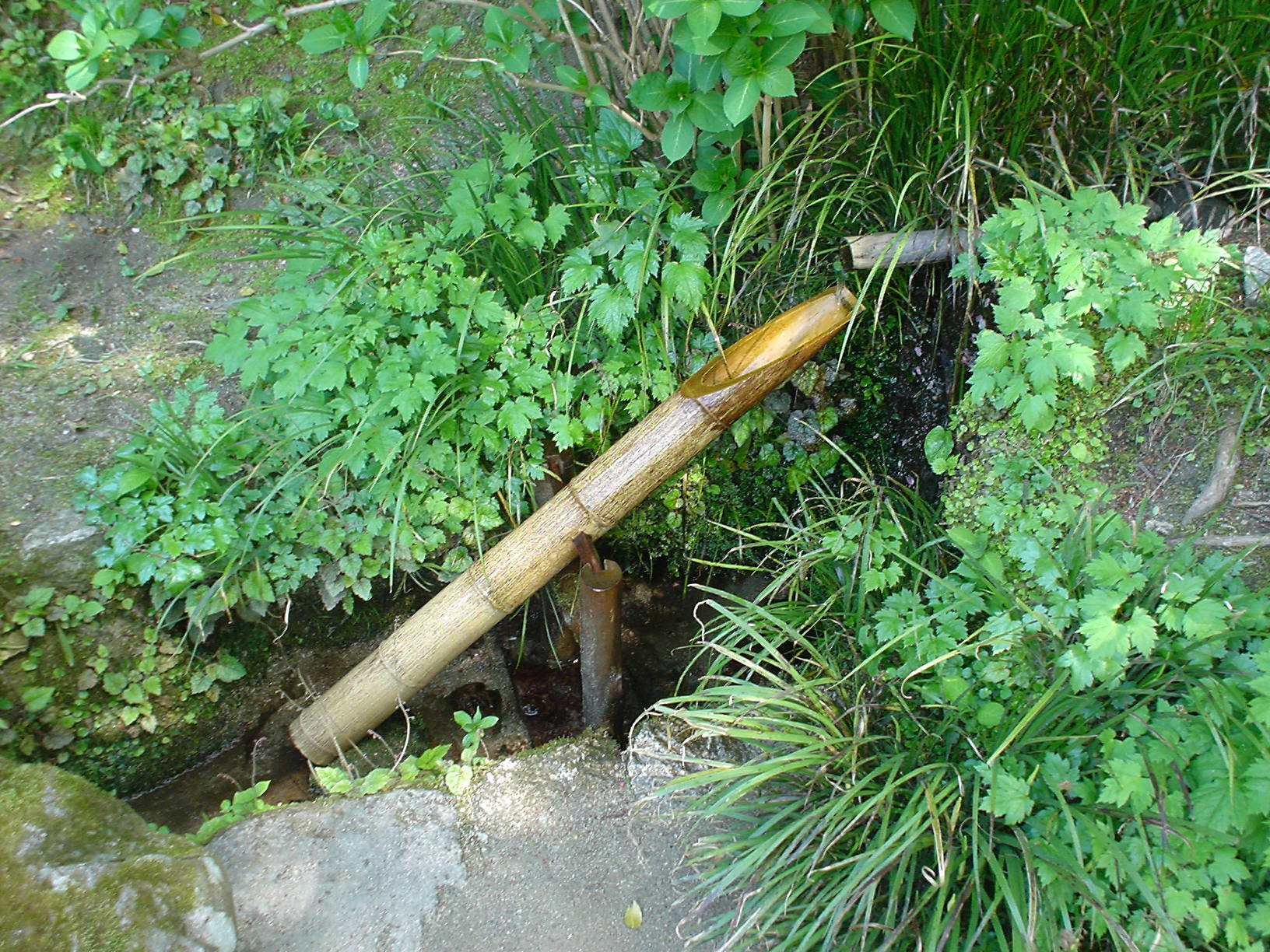
Содзу — разновидность сиси-одоси — в Сисэндо, исторической достопримечательности Киото

Также используется для декоративных целей в помещениях.